# Elecció (tria)

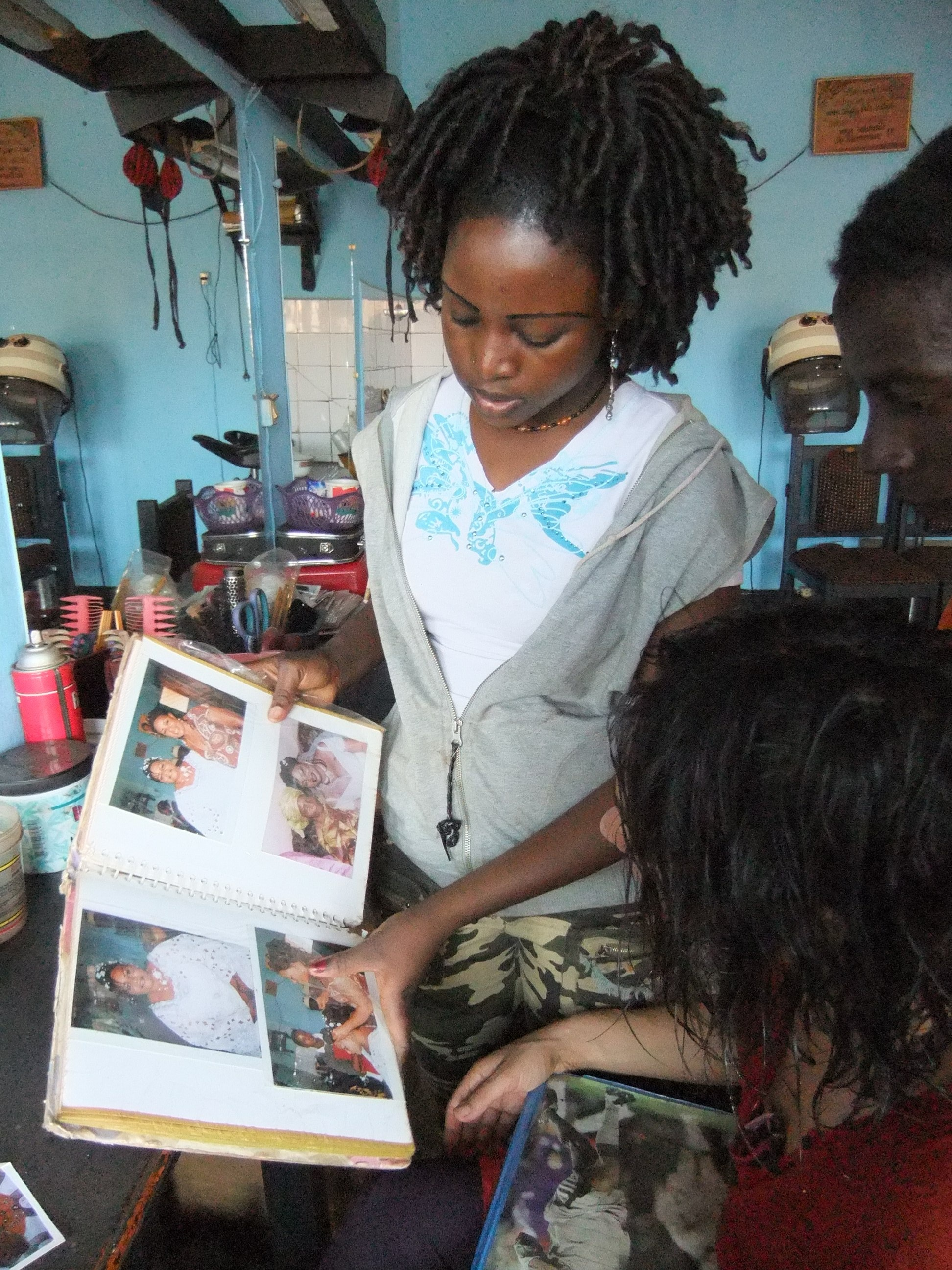
Clienta d'una perruqueria escollint el tipus de pentinat.

L'elecció és l'acte de triar o decantar-se per una opció entre diverses, després d'avaluar-ne les característiques i possibles conseqüències. És per tant una acció de la voluntat i l'enteniment. La psicologia estudia els mecanismes mentals que intervenen en aquesta decisió d'escollir però també és un terme analitzat per la filosofia, ja que es relaciona amb la llibertat: només poden dur a terme eleccions les persones que són lliures o tenen més d'una opció per actuar, per tant com que és possible triar un altre camí, l'elecció és jutjada des del punt de vista moral. La teoria de la decisió és una branca de la probabilitat que analitza les eleccions més plausibles i amb més beneficis i ha estat aplicada a l'economia, entre altres camps, perquè intenta matematitzar el procés d'elecció per minimitzar el risc.
L'elecció pot estar motivada per arguments racionals, pel sentiment, les creences o pressions externes. La no-elecció és també una tria (no actuar per omissió), amb la qual cosa es conclou que davant la pluralitat d'opcions, l'elecció és inevitable (l'existencialisme ho resumia amb la frase "l'home està condemnat a la llibertat"). Per delegar la decisió en un agent extern, es pot recórrer a l'atzar, com per exemple llençar un dau per escollir qui comença un joc.

## Base biològica
L'elecció activa unes zones concretes del cervell: el còrtex anterior i l'orbifrontal. En el moment de considerar les alternatives es pateixen símptomes físics lligats a l'ansietat de la incertesa i a les emocions que intervinguin per ponderar les diferents opcions. Aquests estats físics afecten l'elecció final fent mès fàcil o més complicada la tria de l'opció que es considera més adequada.
L'elecció té com a objectiu secundari recuperar part de l'equilibri, alterat per la indecisió. Es tria l'opció que amb més probabilitat atorgarà beneficis al subjecte (és a dir s'empra la utilitat de les conseqüències conjugada amb la probabilitat que passin aquestes conseqüències com a criteri de l'elecció)

## Tipus d'eleccions
Se sol distingir entre eleccions programades o estructurades i no programades; les primeres són esperades i, per tant, es poden planificar més racionalment, senten precedent per a l'establiment de rutines o noves decisions, mentre que les segones sorgeixen per imperatius del context, requereixen més capacitat d'improvisar i resulten més complicades. La decisió com a tret del caràcter es refereix a aquest segon tipus d'eleccions, hi ha persones a qui costa especialment triar, per manca de seguretat. Igualment es pot parlar de persones més propenses a assumir riscos en les seves eleccions i d'altres que rebutgen o eviten aquest risc.
També es poden classificar les eleccions segons el context d'anàlisi (especialment en economia): un ambient de certesa és aquell que proporciona dades suficients per prendre la decisió de forma conscient; un ambient de risc incorpora elements d'atzar en els resultats i un ambient d'incertesa està mancat de tota la informació necessària per elegir racionalment. Sovint un subjecte creu que es troba en un ambient de certesa perquè no coneix que hi ha més factors que poden afectar la decisió i, per tant, no els considera com a variables que calgui ponderar.
Per acabar, es pot classificar l'elecció segons qui la prengui i així pot ser individual o de grup. En aquest cas, segons les persones que hagin decidit una opció, es parla d'elecció majoritària, minoritària, unànime o per consens. En el grup es pot argumentar les bondats d'una opció, actuar per tradició d'aquell grup o bé recórrer a la votació.

## Procés
Per escollir de manera òptima cal seguir una sèrie de passos:
1. percepció de l'escenari de possible tria i establiment de totes les opcions possibles
2. diagnòstic de la situació i dels objectius perseguits en l'elecció
3. avaluació d'alternatives segons s'ajustin als objectius
4. valoració de conseqüències de les alternatives contemplades
5. decisió final

En ètica es considera que després del procés d'elecció cal una fase posterior que és assumir la responsabilitat de les conseqüències derivades de la mateixa elecció. Sorgeix el remordiment si es jutja l'elecció com a inadequada o la satisfacció si es demostra encertada.

## Biaixos que afecten l'elecció
L'elecció és un procés sotmès al risc de biaix cognitiu, és a dir, partir de prejuducis en l'anàlisi de les alternatives. Alguns dels més freqüents són:
- biaix de confirmació: es tendeixen a considerar més rellevants els arguments que confirmen l'elecció presa que no els contraris (tant abans com després d'escollir)
- inèrcia: s'apliquen esquemes de pensament i actuació anteriors encara que hagin canviat les circumstàncies de la tria
- informació recent: es té més en compte l'argument o informació coneguda més recentment[3] (fet que explica la importància de ser l'últim a parlar en un debat)
- primacia: determinades dades que modifiquen la manera de pensar ja no es veuen alterades per noves dades, especialment en el camp de les creences
- pressió de grup: es tendeix a buscar una elecció que no desagradi a l'entorn o majoria
- menysteniment de l'atzar en els efectes de la decisió